# Nur zu Besuch: Unplugged im Wiener Burgtheater
Nur zu Besuch: Unplugged im Wiener Burgtheater – album niemieckiego zespołu punkrockowego Die Toten Hosen, wydany w 2005 roku. 

## Lista utworów
1. „Blitzkrieg Bop” (Dee Dee Ramone, Tommy Ramone) − 2:23
2. „Opel-Gang” (von Holst, Frege/Breitkopf, Frege, von Holst, Meurer, Trimpop) − 2:35
3. „Auswärtsspiel” (Frege/Frege) − 3:14
4. „Popmusik” (Frege, Funny van Dannen/van Dannen, Frege) − 2:30
5. „Nichts bleibt für die Ewigkeit” (von Holst, Frege/Müller, von Holst, Frege) − 3:25
6. „Hier kommt Alex” (Meurer/Frege) − 4:19
7. „The Guns of Brixton” (Paul Simonon/Simonon) − 2:38 (The Clash cover)
8. „Das Mädchen aus Rottweil” (Frege, von Holst/Meurer, Frege) − 3:34
9. „Der letzte Kuss” (Breitkopf, Meurer/Frege) − 2:44
10. „Wünsch dir was” (Meurer/Frege) − 3:46
11. „Der Bofrost-Mann” (van Dannen, Frege/Frege, van Dannen) − 2:42
12. „Böser Wolf” (von Holst/Frege) − 3:11
13. „Pushed Again” (Breitkopf/Frege) − 4:08
14. „Weltmeister” (von Holst, van Dannen/van Dannen, Frege) − 2:58
15. „Alles aus Liebe” (Frege/Frege) − 4:22
16. „Freunde” (Frege, von Holst/Frege) − 4:26
17. „Nur zu Besuch” (Frege, von Holst/Frege) − 4:37
18. „Hand in Hand” (Baumann, Götz, Kurtzke, Scholz, Teutoburg-Weiss) − 3:48 (Beatsteaks cover)
19. „Eisgekühlter Bommerlunder” (Molinare, Dt.Spez.; Trimpop/Trimpop) − 4:22
20. „Schönen Gruß, auf Wiederseh'n” (Rohde/Frege) − 3:29

## Single
- 2005 „Hier kommt Alex (unplugged)”
- 2006 „The Guns of Brixton (unplugged)”

## Wykonawcy
- Campino – wokal
- Andreas von Holst – gitara
- Michael Breitkopf – gitara
- Andreas Meurer – gitara basowa
- Vom Ritchie – perkusja
- Raphael Zweifel – wiolonczela
- Esther Kim – pianino, akordeon

## Listy przebojów
| Rok  | Kraj       | Pozycja |
| ---- | ---------- | ------- |
| 2002 | Niemcy     | 5       |
| 2002 | Austria    | 6       |
| 2002 | Szwajcaria | 7       |